# Anita la vicieuse
Pour plus de détails, voir Fiche technique et Distribution.
Anita la vicieuse (Dedicato al mare Egeo) est un drame érotique nippo-italien de Masuo Ikeda sorti en 1979.
C'est le premier long métrage du réalisateur qui adapte son propre roman Retour à la mer Égée (エーゲ海に捧ぐ, Ēge-kai ni sasagu) publié en 1977, pour lequel il avait reçu le prix Akutagawa.

## Fiche technique
- Titre français : Anita la vicieuse[1] ou Retour à la mer Égée
- Titre original italien : Dedicato al mare Egeo[2]
- Titre japonais : エーゲ海に捧ぐ (Ēge-kai ni sasagu?)
- Réalisation : Masuo Ikeda
- Scénario : Masuo Ikeda d'après son roman homonyme publié en 1977.
- Photographie : Mario Vulpiani
- Montage : Mario Morra
- Musique : Ennio Morricone
- Production : Asao Kumada
- Sociétés de production : Toho-Towa • International Cinevision Corporation
- Pays de production :  Italie •  Japon
- Langues originales : italien • grec
- Format : Couleur • Son mono • 35 mm
- Durée : 109 minutes (1 h 49)
- Genre : Drame romantique
- Dates de sortie :
  - Italie : 1979
  - Japon : mai 1979

## Distribution
- Ilona Staller : Anita
- Stefania Casini : Gloria
- Olga Karlatos : Elda
- Claudio Aliotti : Nikos
- Sandra Dobrigna : Lisa, la sœur muette
- Maria D'Alessandro
- Stefano Rolla (it)
- Laura Tanziani

## Bande originale
La bande originale du film composée par Ennio Morricone est sortie en 1979 sous forme de single et de 33 tours par la maison de disques Columbia pour le marché japonais uniquement. La même année sort la chanson Cavallina a cavallo/Più su sempre più su (it) dans une version chantée par la Cicciolina. La bande originale a ensuite été rééditée sur CD en 1992 au Japon par Soundtrack Listeners Communications et en 2010 en Espagne par Quartet Records.
Il s'agit de la première participation d'Ennio Morricone à un film japonais ; une expérience qu'il renouvellera avec la série télévisée Miyamoto Musashi de Mitsunobu Ozaki en 2003.